# Rio Caripetuba
O rio Caripetuba é um pequeno curso de água no município de Abaetetuba, localizado entre o rio Xingu e o rio Paramajó. É um rio importante em sua região por fornecer alimentação para a população local, além de ser uma via de transporte pluvial.